# Rock in Rio (festiwal)

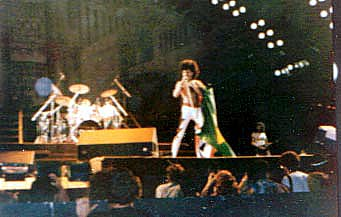
Queen podczas występu w 1985 roku.

Rock in Rio – festiwal muzyczny, powszechnie uznany za największą, wielodniową, biletowaną, imprezę muzyczną na świecie. Siedem odsłon odbyło się w Rio de Janeiro, siedem w Lizbonie oraz trzy w Madrycie. W 2018 roku odbędzie się w Lizbonie po raz ósmy.

## Pierwsza edycja
Pierwsza edycja festiwalu odbyła się w 1985 roku, z zespołem Queen w roli gwiazdy wieczoru. Około 1,4 miliona osób przebywało przez 10 dni festiwalu. W roku 1985 na festiwalu Rock in Rio wystąpili:
| Wykonawcy zagraniczni | Wykonawcy brazylijscy |
| --- | --- |
| AC/DC Al Jarreau The B-52’s George Benson The Go-Go’s Iron Maiden James Taylor Nina Hagen Ozzy Osbourne Queen Rod Stewart Scorpions Whitesnake Yes | Alceu Valença Baby Consuelo & Pepeu Gomes Barão Vermelho Blitz Eduardo Dusek Elba Ramalho Erasmo Carlos Gilberto Gil Ivan Lins Kid Abelha Lulu Santos Moraes Moreira Ney Matogrosso Paralamas do Sucesso Rita Lee |

## Druga edycja
Druga edycja odbyła się w 1991 roku. W przeciwieństwie do pierwszej edycji, Rock in Rio 2 zostało zrealizowane na stadionie Maracanã. Gwiazdami wieczoru były zespoły Judas Priest, Sepultura, Guns N’ Roses, Faith No More i Megadeth.
Podczas drugiej edycji festiwalu wystąpili na nim następujący wykonawcy:
| Wykonawcy zagraniczni | Wykonawcy brazylijscy |
| --- | --- |
| A-ha Billy Idol Colin Hay Debbie Gibson Deee-Lite Faith No More George Michael Guns N’ Roses Happy Mondays Information Society INXS Jimmy Cliff Joe Cocker Judas Priest Lisa Stansfield Megadeth New Kids on the Block Prince Queensrÿche Run DMC Santana Snap! | Alceu Valença Capital Inicial Ed Motta Elba Ramalho Engenheiros do Hawaii Hanoi Hanoi Inimigos do Rei Laura Finocchiaro Léo Jaime Lobão Moraes Moreira & Pepeu Gomes Nenhum de Nós Paulo Ricardo Roupa Nova Serguei Sepultura Supla Titãs Vid & Sangue Azul |

## Trzecia edycja
Gwiazdą trzeciej edycji Rock in Rio był zespół Iron Maiden, który uwiecznił koncert na płycie pod nazwą Rock in Rio. Jedną z gwiazd był także zespół Guns N’ Roses, który powrócił po kilkuletniej nieobecności.
Podczas trzeciej edycji festiwalu wystąpili na nim następujący wykonawcy:
| Wykonawcy zagraniczni | Wykonawcy brazylijscy |
| --- | --- |
| 5ive Aaron Carter Beck Dave Matthews Band Deftones Foo Fighters Guns N’ Roses Halford Iron Maiden James Taylor Neil Young *NSYNC Oasis Papa Roach Queens of the Stone Age Red Hot Chili Peppers R.E.M. Sting Sheryl Crow silverchair Slipknot | Barão Vermelho Capital Inicial Carlinhos Brown Cássia Eller Daniela Mercury Diesel Elba Ramalho i Zé Ramalho Engenheiros do Hawaii Fernanda Abreu Gilberto Gil Ira! Kid Abelha Milton Nascimento Moraes Moreira Orquestra Sinfônica Brasileira O Surto Pato Fu Pavilhão 9 Sandy & Junior Sheik Tosado Sepultura Ultraje a Rigor |